# Заробљенички логор у Националном парку Рајдинг маунтин
Заробљенички логор у Националном парку Рајдинг маунтин данас археолошки локалитет, током Другог светског рата био је један од 40 ратних логора на простору Канаде, намењен за смештај Немачких војника заробљених у северној Африци. Од октобра 1943. до октобра 1945. године, логор је био „дом” за 440−450 немачких ратних заробљеника, ангажованих на разним радним пројектима у Манитоби. 
Логор се налазио на малом пропланаку на северо-источној обали језера Вајтватер (на 300 km северозападно од Винипега), на коме се данас могу јасно видети археолошки остатаци; темеља барака, расутих гомила цигала, и зарђалих комада метала (који се последњих година истражују).

## Историјат
За време Другог светског рата широм Канаде изграђено је 40 заробљеничких логора, у којима је интернирано 37.000 ратних заробљеника. Већина затвореника били су бивши припадници Афричког корпуса, који су заробљени у биткама као што је Друга битка код Ел Аламејна у северној Африци. Након заробљавања канадске власти су логораше означавали бојама; црном сурове нацисте-злочинце, белом оне који су одбацили нацизам и сивом оне између ове две групе. 
Одлука да се у оквиру пројекта заробљеничких логора у Канади оснује и логор за до 450 логораша у Националном парку Рајдинг Маунтин донета је због ранијег искуства о недостатку огревног дрвета у Канади у зиму 1942. и 1943. године и настојања да се становници Канаде ослободе за ратне напоре. Овом одлуком немачки ратни заробљеници запослени су на сечи огревног древета, кога је у Националном парку Рајдинг Маунтин било у изобиљу, и тиме су обезбедили довољне залихе огревног дрвета за зиму 1943/44. 
Како су заробљеници послати у овај логор били они из групе са ниским ризиком, он је био једини логор за заробљенике у Северној Америци који није био опасан оградом или бодљикавом жицом, тако да су одсуство изолације и добри услови живота, код логораша бекство чинили неизводљивим. Логор су чували чланови Гарде ветерана из Канаде. Колико је односи између затвореника и њихових чувара био пријатељски говори и прича да је особље логора продавало алкохол који су дестилцијом производили затвореници.
Логораши су за свој рад на сечи дрвећа плаћани 50 центи дневно; а за зарађену плату било им је дозвољено да наручују робу из Итоновог каталога.
Затвореници су врло брзо искористили своју релативну слободу да истраже околину и у тим истраживањима спријатељили су се са локалним становништвом. Многи од локалних становника били су украјинског порекла, и највероватније су показивали симпатије према немачким затвореницима, јер су се надали да ће Немачка војска збацити власт Совјета у Украјини, и радо их примали у своју заједницу. У таквим условима, затвореници су се опијали по насељима, удварали локалним женама, а присуствовали су и организованим плесовима. Затвореници су смели да имамју љубимце у логору, међу којима је био и један малолетни црни медвед.
Када је средином 1944. године логор преузело Одељење за рад број логораша је смањен на око 200. Бројно стање у логору се и наредних месеци стално смањивало како су ратни заробљеници премештани на друге пројекте и како се потреба за огревним дрветом смањивала. Када је производња огревног дрвета престала 31. март а1945. године, преостали заробљеници су током лета позајмљени локалним пољопривредницима за радове у прерији. Логор је затворен 1. септембра 1945. године, и убрзо срушен, остављајући мало трагова иза себе.

## Опис логора
Од инфраструктуре логор је имао:
- петнаест барака, укључујући и пет санитарних чворова (са комплетним тоалетима и купатилом),
- административне објекте и канцеларије,
- велику кухињу са трпезаријом,
- продавницу,
- малу болницу,
- гаражу и штале за коње,
- ковачницу, електрану, машинску радионицу.